# Liste der Baudenkmale in Gresse
In der Liste der Baudenkmale in Gresse sind alle Baudenkmale der Gemeinde Gresse (Landkreis Ludwigslust-Parchim) und ihrer Ortsteile aufgelistet (Stand: Januar 2021).

## Gresse
| ID | Lage                                      | Bezeichnung                                                                                             | Beschreibung | Bild |
| -- | ----------------------------------------- | --- | --- | --- |
|    | Am Gutshof 1a/1b                          | ehem. Wirtschaftshof des Gutes mit Kuhstall                                                             | | |
|    | Am Gutshof 5/6 (Karte)                    | Pferdestall                                                                                             | | |
|    | Am Gutshof 7 und Lindenallee 2/3 (Karte)  | Stall                                                                                                   | | |
|    | Am Gutshof 2 (Karte)                      | ehem. Brennerei                                                                                         | | |
|    | Am Schloßteich 4 (Karte)                  | ehem. Gutsanlage mit Gutshaus, Marstall und Park                                                        | Der neogotische, zweigeschossige und unregelmäßig gegliederte Putzbau entstand 1849/50 nach Plänen des Architekten Heinrich Thormann. Der Vorgängerbau wurde an anderer Stelle 1849 unter Georg von Drenckhahn abgerissen. Nach dem Zweiten Weltkrieg wurde das Gutshaus bis ins Frühjahr 1997 als Altenheim genutzt. | ehem. Gutsanlage mit Gutshaus, Marstall und Park                                                        |
|    | (Karte)                                   | Kirche mit Feldsteinmauer und Kirchhof mit Grabkapelle, 3 Soldatengräbern und Gefallenendenkmal 1939/45 | | Kirche mit Feldsteinmauer und Kirchhof mit Grabkapelle, 3 Soldatengräbern und Gefallenendenkmal 1939/45 |
|    | Kirchhof                                  | Grabkapelle, 3 Soldatengräbern und Gefallenendenkmal 1939/45                                            | | Grabkapelle, 3 Soldatengräbern und Gefallenendenkmal 1939/45                                            |
|    | Zarrentiner Straße 1 (Karte)              | Pfarrhaus                                                                                               | Backsteinhaus von 1880/90 | Pfarrhaus                                                                                               |
|    | Zarrentiner Straße 3 (Karte)              | Villa                                                                                                   | | Villa                                                                                                   |
|    | Zarrentiner Straße (unterhalb der Kirche) | Gefallenendenkmal 1914/18                                                                               | | Gefallenendenkmal 1914/18                                                                               |
|    | Schwanheider Straße 15 (Karte)            | ehemalige Wassermühle, Wohnhaus                                                                         | | ehemalige Wassermühle, Wohnhaus                                                                         |

## Badekow
| ID | Lage                              | Bezeichnung           | Beschreibung | Bild                  |
| -- | --------------------------------- | --------------------- | ------------ | --------------------- |
|    | Badekower Straße / Gresser Straße | Wegweiser nach Gresse |              | Wegweiser nach Gresse |